# Metal Heart
Metal Heart ist das sechste Studioalbum der deutschen Heavy-Metal-Band Accept. Es erschien im März 1985 bei Polydor. Es gilt wie der Vorgänger als „Klassiker“ im Katalog der Band.

## Entstehung und Stil
Metal Heart war das erste Accept-Album, das von Dieter Dierks selbst produziert wurde, obwohl die Band bereits zuvor in seinen Studios in Stommeln aufgenommen hatte. Es enthält weitere Songklassiker, wie etwa den Titelsong oder Living for Tonite. Die Band verfeinerte den auf Balls to the Wall entwickelten Stil und fügte später als typische Accept-Elemente bezeichnete Details wie Männerchöre oder Ausflüge in die klassische Musik hinzu. Mit Teach Us to Survive wagte die Band überdies einen Exkurs in jazzige Gefilde. Für die Band ging es auch darum, auf dem US-amerikanischen Markt erfolgreich zu sein, was aber nur sehr bedingt gelang.

## Rezeption
Das Album erreichte in Deutschland Platz 13, in den USA Platz 94. 
In einer zeitgenössischen Kritik im Metal Hammer bezeichnete Jens Schmiedeberg Metal Heart als „fast ausnahmslos ein meisterhaftes Album, daß neben der druckvollen Power insbesondere durch musikalische Vielseitigkeit glänzt“.
Eduardo Rivadavia von Allmusic.com vergab 4,5 von fünf Sternen und nannte das Album „a winning set“. Alex Straka von Powermetal.de schrieb, das Album sei „ein sehr starker Output, vielleicht der stärkste Accept-Tonträger überhaupt.“

## Titelliste
Alle Lieder wurden von Accept und Deaffy (alias Gaby Hoffmann) geschrieben.
1. "Metal Heart" – 5:19
2. "Midnight Mover" – 3:05
3. "Up to the Limit" – 3:47
4. "Wrong Is Right" – 3:08
5. "Screaming for a Love-Bite" – 4:06
6. "Too High to Get It Right" – 3:47
7. "Dogs on Leads" – 4:23
8. "Teach Us to Survive" – 3:32
9. "Living for Tonite" – 3:33
10. "Bound to Fail" – 4:58